# Munții Țaga

Modelare 3D - Munţii Ţaga

Munții Țaga  sunt o grupă muntoasă a munților Iezer-Păpușa-Făgăraș, aparținând de lanțul muntos al Carpaților Meridionali. 